# Pterolophia parapilosipes
Pterolophia parapilosipes is een keversoort uit de familie van de boktorren (Cerambycidae). De wetenschappelijke naam van de soort werd voor het eerst geldig gepubliceerd in 1980 door Breuning.